# اکرسوایلر
اکرسوایلر (به آلمانی: Eckersweiler) یک شهر در آلمان است که در بیرکنفلد واقع شده‌است. اکرسوایلر ۱۶۳ نفر جمعیت دارد.